# 陽向さおり
陽向 さおり（ひなた さおり、1993年1月30日 - ）は、日本の女性声優。兵庫県出身。フリー。

## 略歴
幼少期から宝塚や学校の学芸会に興味があり、演じること自体に憧れがあったという。高校3年生だった頃に専門学校に行きたいと思っていたが、両親や学校の先生から反対され、大学に進学。しかし、大学時代にも授業に身が入らず、自身がやりたいことをしないで就職する事は違うと思い、再び両親に思い切り声優の道に進みたいと言った時に「改めて思ったんだったらしょうがないね」と夢を後押ししてくれたことから声優への道に進んだ。
かつてはスペースクラフト・エンタテインメントに所属していたが、2018年4月よりフリーとなった。

## 人物
趣味は大相撲観戦とゲームをそれぞれ挙げている。
大好きなアニメに幼少期から放送が開始された『ポケットモンスター』を挙げている。また、目標にしている憧れの声優として同作品でサトシ役を演じた松本梨香を挙げている。
好きなキャラクターには『魔法少女まどか☆マギカ』の暁美ほむらを挙げている。

## 出演
太字はメインキャラクター。

### ゲーム
- 青空アンダーガールズ!（2017年、嘉陽千尋[7]）
- ときめきアイドル（2018年、日比野記子[8]）
- 天空のクラフトフリート（2018年、更紗、チェーン[9]）

### テレビ番組
- ジャパコン★ワンダーランド（2015年 - 2016年、BSフジ） - 八玉詩 役（声の出演）[10]

### ラジオ番組
※はネット配信。
- 陽向さおりと和田京子のらじぽっ!（2017年、超!A&G+※）[11]

## ディスコグラフィ

### キャラクターソング
| 発売日  | 商品名              | 歌                       | 楽曲                                                             | 備考                                  |
| 2018年  | 2018年              | 2018年                   | 2018年                                                           | 2018年                                |
| ------- | ------------------- | ------------------------ | ---------------------------------------------------------------- | ------------------------------------- |
| 1月17日 | DREAMING-ING!!      | ときめきアイドル project | 「DREAMING-ING!!」 「トキメキ☆ミライ」                           | ゲーム『ときめきアイドル』関連曲      |
| 1月17日 | DREAMING-ING!!      | 日比野記子（陽向さおり） | 「DREAMING-ING!!」                                               | ゲーム『ときめきアイドル』関連曲      |
| 3月14日 | 恋時雨              | ときめきアイドル project | 「冒険デイズ☆」                                                  | ゲーム『ときめきアイドル』関連曲      |
| 7月11日 | カン違いSummer Days | ときめきアイドル project | 「カン違いSummer Days」                                          | ゲーム『ときめきアイドル』関連曲      |
| 8月29日 | STAR☆TING!          | 青空アンダーガールズ     | 「STAR☆TING!」 「オレンジ」                                      | ゲーム『青空アンダーガールズ!』関連曲 |
| 8月29日 | STAR☆TING!          | Twinkle☆Star             | 「トキメキサマー」 「明日の行方」 「未来はすぐそこで待っている」 | ゲーム『青空アンダーガールズ!』関連曲 |

### ユニットメンバー
1. 1 2  結城秋葉（日岡なつみ）、月島美奈都（鈴木みのり）、田中フランチェスカ（和久井優）、川口夏海（川井田夏海）、青山つばさ（青山吉能）、真田小幸村（高木友梨香）、片桐奈々菜（稲川英里）、日比野記子（陽向さおり）、立川美翠（井上ほの花）、立川朱音（山下七海）、草壁野々香（近藤玲奈）、伊澄いずみ（藤川茜）、日毬みさき（岩倉あずさ）、三田希少（金田アキ）、朝霧春子（早瀬莉花）
2. ↑  片桐奈々菜（稲川英里）、日比野記子（陽向さおり）、立川美翠（井上ほの花）
3. ↑  櫻花ひなた（高橋花林）、水科和歌（和田京子）、望月愛美（望田ひまり）、嘉陽千尋（陽向さおり）、野々宮琴音（内野明音）、黒瀬麗華（早瀬莉花）、今泉更菜（北野更）、相原希（相良茉優）、白拍子美雪（高橋美衣）、霧島理子（菅愛理）、佐久間茜（藤川茜）、椿瑠璃花（井上ほの花）、渡辺晴海（澤田美晴）、舞沢悠（西川舞）、六川麻里紗（飯坂紗幸）、乙葉くるみ（高柳知葉）、岩倉寧々（岩井映美里）、セリア・ウエスギ（杉町麻由子）、日比野彩（七瀬彩夏）、本条佳奈恵（本田かおり）、棗楓李（奥谷楓）
4. ↑  櫻花ひなた（高橋花林）、水科和歌（和田京子）、望月愛美（望田ひまり）、嘉陽千尋（陽向さおり）、野々宮琴音（内野明音）